# Anisacanthus ramosissimus
Anisacanthus ramosissimus är en akantusväxtart som först beskrevs av Stefano Moricand, och fick sitt nu gällande namn av V.M. Baum. Anisacanthus ramosissimus ingår i släktet Anisacanthus och familjen akantusväxter. Inga underarter finns listade i Catalogue of Life.